# Pol Verschuere
Pol Verschuere (Kortrijk, 18 de enero de 1955) fue un ciclista belga, que fue profesional entre 1976 y 1989. Sus principales éxitos deportivos fueran el campeonato de Bélgica amateur y 3 etapas del Tour de Francia.

## Palmarés
1975
- Campeón de Bélgica amateur
- París-Roubaix sub-23
- 1 etapa del Circuito Franco-Belga

1979
- Gran Premio de la villa de Zottegem

1980
- 1 etapa del Tour de Francia

1981
- Le Samyn
- 1 etapa de la Vuelta en Alemania

1982
- 1 etapa del Tour de Francia

1985
- 1 etapa de la Vuelta a la Comunidad Valenciana

1986
- 1 etapa del Tour de Francia

1988
- 1 etapa de la Vuelta a Gran Bretaña

### Resultados al Tour de Francia
- 1979 72.º de la clasificación general
- 1980 65.º de la clasificación general. Vencedor de una etapa
- 1982 81.º de la clasificación general. Vencedor de una etapa
- 1986 Abandona (14º etapa). Vencedor de una etapa

### Resultados a la Vuelta en España
- 1977. 30.º de la clasificación general

### Resultados al Giro de Italia
- 1977 110.º de la clasificación general